# Pyrotol
Pyrotol war ein nach dem Ersten Weltkrieg verfügbarer Sprengstoff. Er wurde aus Restbeständen des US-Militärs, wie Kordit und Rauchschwachen Pulvern aufbereitet. Der Sprengstoff wurde normalerweise zusammen mit Dynamit verwendet, dessen Sprengwirkung dadurch deutlich verbessert wurde.
Da Pyrotol auf dem Markt sehr günstig zu bekommen war, wurde es von Farmern häufig zum Entfernen von Baumstümpfen oder zum Säubern von Gräben verwendet. Die Produktion wurde 1928 eingestellt, nachdem im Jahr 1927 durch Pyrotol während des Schulmassaker von Bath 45 Personen getötet wurden, die meisten davon Kinder. Wahrscheinlich wäre die Produktion aber sowieso kurze Zeit später eingestellt worden, da die Restbestände des Militärs bereits nahezu aufgebraucht waren.
Unter dem Markennamen Pyrotol wird außerdem ein Katalysator auf Chrom-Aluminium-Basis verwendet, der in der Petrochemie zum Cracken der Fraktion mit 6 bis 9 Kohlenstoffatomen (u. a. Nebenprodukt aus der Erzeugung von Ethylen) verwendet wird.